# JuJu
JuJu – piąty album studyjny amerykańskiego saksofonisty jazzowego Wayne’a Shortera, wydany po raz pierwszy w 1965 roku z numerem katalogowym BLP 4182 i BST 84182 nakładem Blue Note Records.

## Powstanie
Materiał na płytę został zarejestrowany 3 sierpnia 1964 roku przez Rudy’ego Van Geldera w należącym do niego studiu (Van Gelder Studio) w Englewood Cliffs w stanie New Jersey. Produkcją albumu zajął się Alfred Lion.

## Lista utworów
Opracowano na podstawie materiału źródłowego.
Wydanie LP
Strona A
| Nr | Tytuł utworu    | Muzyka        | Długość |
| -- | --------------- | ------------- | ------- |
| 1. | „JuJu”          | Wayne Shorter | 8:31    |
| 2. | „Deluge”        | Shorter       | 6:52    |
| 3. | „House of Jade” | Shorter       | 6:53    |
|    |                 |               | 22:16   |

Strona B
| Nr | Tytuł utworu             | Muzyka  | Długość |
| -- | ------------------------ | ------- | ------- |
| 1. | „Mahjong”                | Shorter | 7:43    |
| 2. | „Yes or No”              | Shorter | 6:38    |
| 3. | „Twelve More Bars to Go” | Shorter | 5:31    |
|    |                          |         | 19:52   |

Utwory dodatkowe na CD
| Nr | Tytuł utworu                     | Muzyka  | Długość |
| -- | -------------------------------- | ------- | ------- |
| 1. | „JuJu (alternate take)”          | Shorter | 7:53    |
| 2. | „House of Jade (alternate take)” | Shorter | 6:39    |
|    |                                  |         | 14:32   |

## Twórcy
Opracowano na podstawie materiału źródłowego.
Muzycy:
- Wayne Shorter – saksofon tenorowy
- McCoy Tyner – fortepian
- Reggie Workman – kontrabas
- Elvin Jones – perkusja

Produkcja:
- Alfred Lion – produkcja muzyczna
- Rudy Van Gelder – inżynieria dźwięku
- Reid Miles – projekt okładki, fotografia na okładce
- Nat Hentoff – liner notes
- Michael Cuscuna – produkcja muzyczna (reedycja na CD)